# Paul Nisse

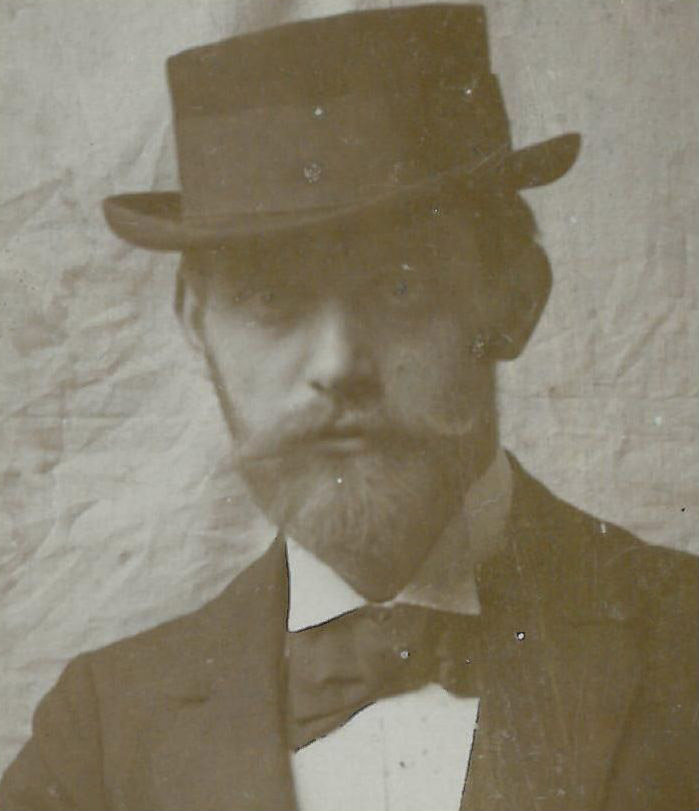
Paul Nisse

Friedrich Paul Nisse (* 31. Januar 1869 in Halle (Saale); † 6. Juni 1949 in Mörsdorf) war ein deutscher Bildhauer.

## Leben
Paul Nisse wurde als Sohn einer Kaufmannsfamilie 1869 in Halle an der Saale geboren. Er besuchte von 1886 bis 1894 Kunstschulen und Akademien in Leipzig, Dresden, Karlsruhe, München und Berlin. 1894 war er Mitarbeiter und freischaffender Künstler im Atelier von Ferdinand Hartzer, später besaß er ein eigenes Atelier in Berlin. 1896 heiratete er Meta Hanke. 1898 bis 1901 schuf er für den Marktplatz in Göttingen die Brunnenfigur „Gänsemädchen“ für den Gänseliesel-Brunnen in Zusammenarbeit mit dem älteren Architekten Heinrich Stöckhardt. 1900 wurden der Sohn Thilo und 1901 die Tochter Melanie geboren. Von 1902 bis 1914 folgten Arbeitsaufenthalte in Posen, Leipzig, St. Louis (Weltausstellungsteilnahme mit Brunnenfigur), Göttingen, St. Petersburg und Berlin. 1903/1904 erfolgte die Trennung von der Familie.
Ab 1914 nahm er als Kriegsfreiwilliger am Ersten Weltkrieg teil, in dem er 1915 schwer verwundet wurde und das rechte Bein verlor. 1919 schuf er das Ehrenmal für Gefallene des Ersten Weltkriegs in Niedersachswerfen, später auch ein Ehrenmal in Berga-Kelbra. Ab 1921 hatte er eine Anstellung als technischer Zeichner bei Carl Zeiss in Jena. Ab 1924 arbeitete er im eigenen Atelier in Mörsdorf in Thüringen. 1925 heiratete er in zweiter Ehe Elsa Rudolph.

## Werke

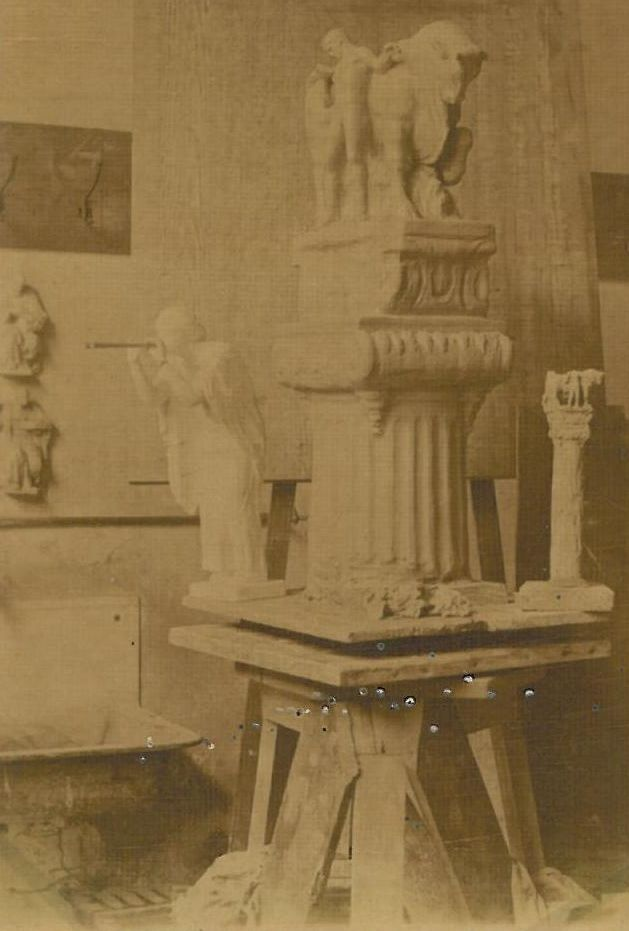
Altarskulpturen
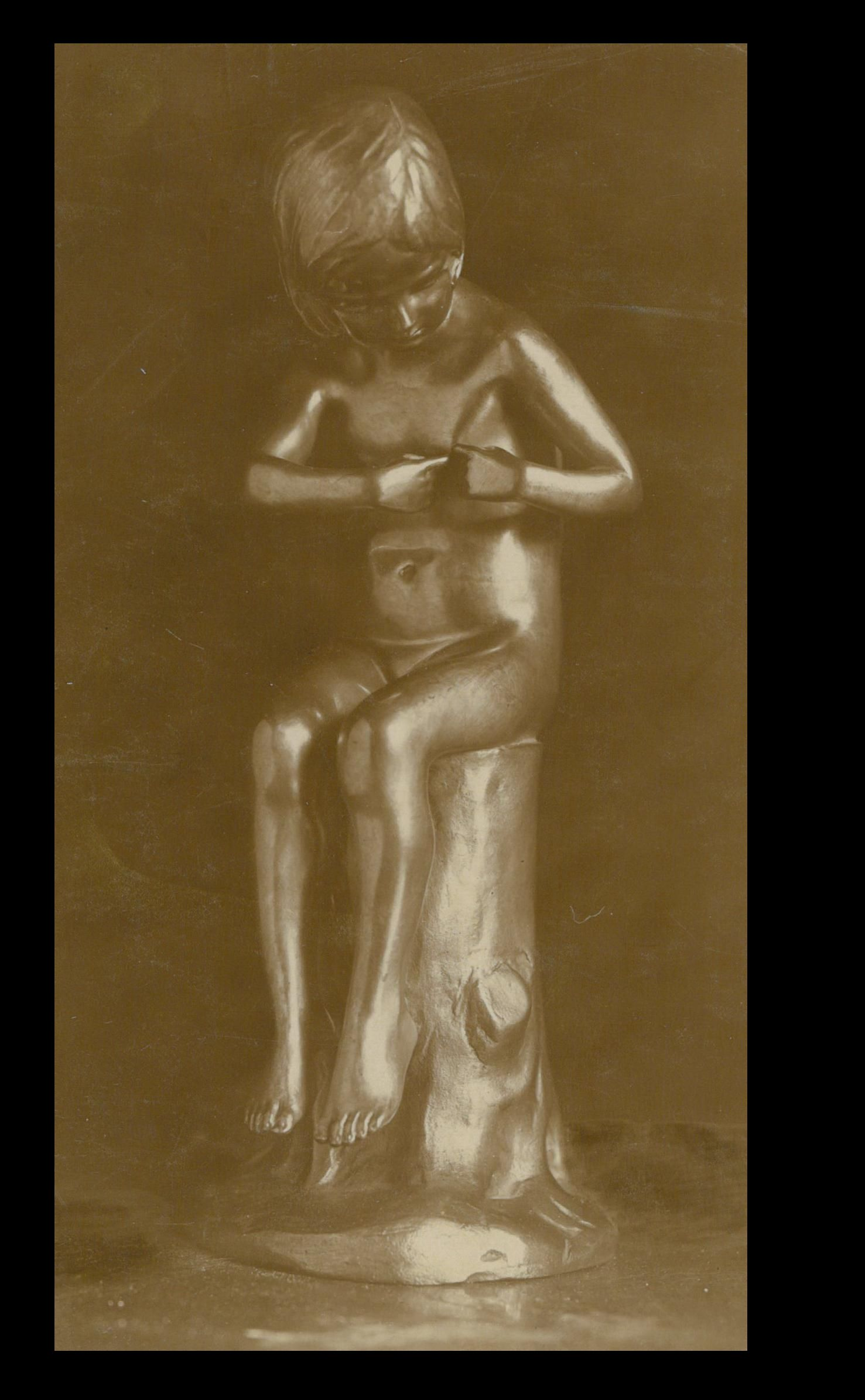
„Dornenzieherin“
„Reiterin“
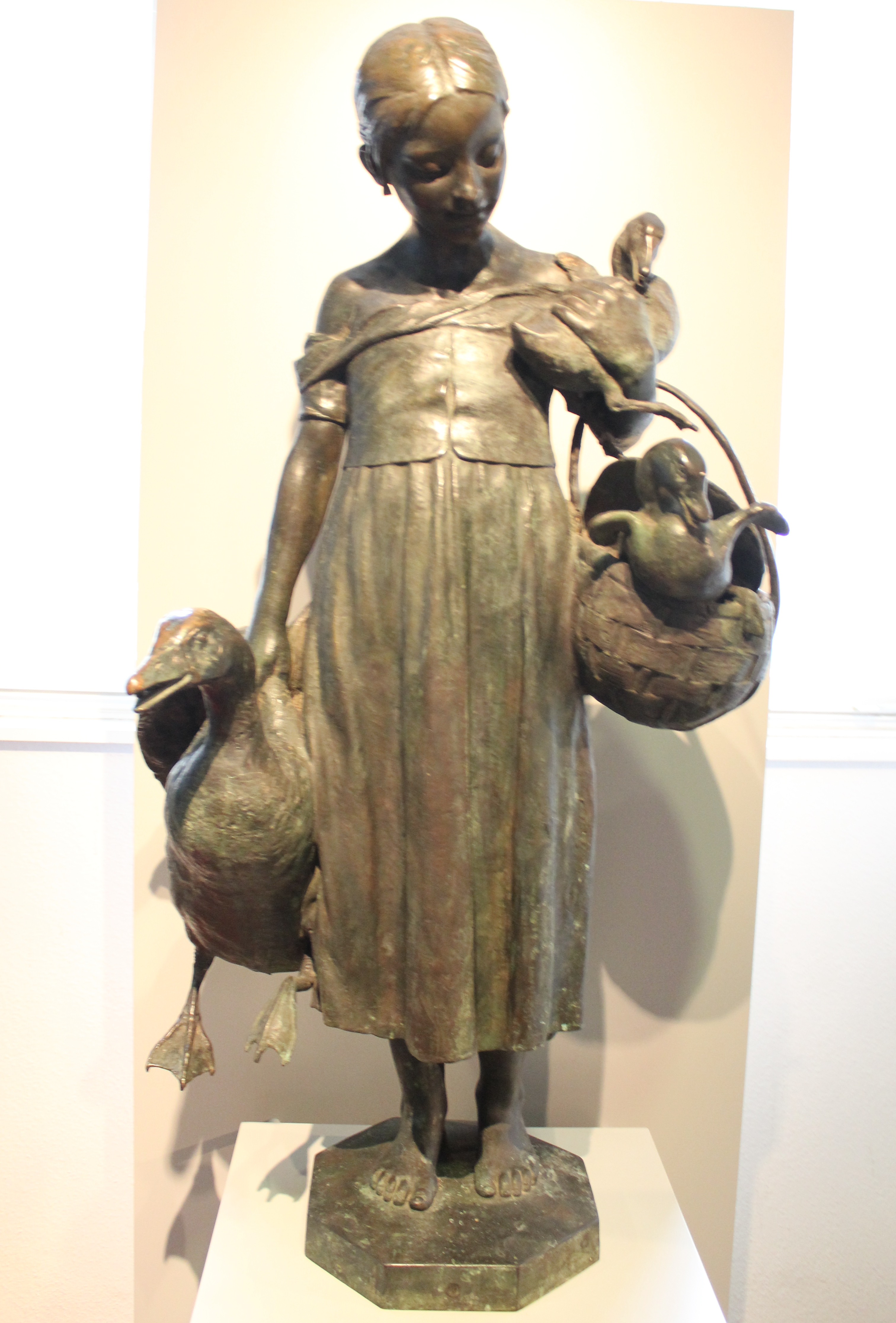
Die Original Gänseliesel – Skulptur der Brunnenfigur (Göttingen)

- Altarfiguren der Kaiser-Friedrich-Gedächtniskirche in Berlin[2]
- Kriegerehrenmale in Niedersachswerfen und Berga-Kelbra[2]

## Schriften
- „Russisches“. Erinnerungen an Russland. In: Leipziger Neueste Nachrichten vom 18. März 1914[2]